# Rheinstraße (Oostenrijk)
De Rheinstraße (L203) is een Landesstraße in de Oostenrijkse deelstaat Vorarlberg.

## Routebeschrijving
De L203 begint in het noorden van Lustenau op een kruising met de L202. De weg loopt in zuidelijke richting door de stad. In het zuiden van Lustenau sluiting de L204 aan. De weg loopt verder door Hohenems, Altach en Götzis waar ze eindigt op een kruising met de B190.